# Louis Le Caron

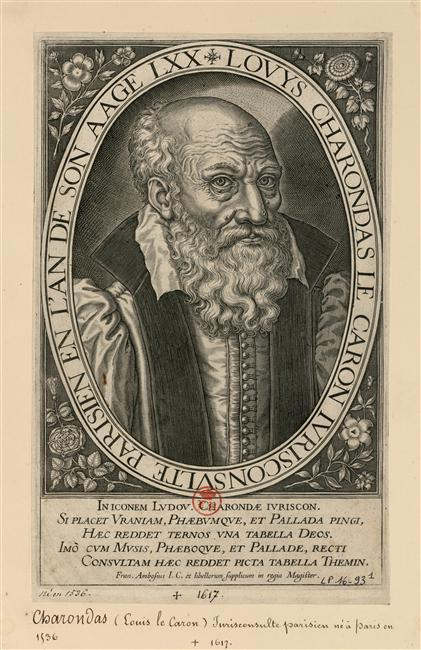
Louis Le Caron Charondas

Louis Le Caron (auch: Loys Charondas; * 1534 in Paris; † 1613) war ein französischer Jurist, Philosoph und Schriftsteller.

## Leben
Louis Le Caron (Pseudonym: Charondas) war Jurist und hoher Staatsbeamter. Er veröffentlichte zahlreiche juristische Kommentare, aber auch Poesie, philosophische Dialoge in Nachahmung von Plato und fiktive Gespräche mit François Rabelais, Pierre de Ronsard und anderen Zeitgenossen (die 1986 neu herausgegeben wurden). Sein Werk wurde in jüngster Zeit von Stéphan Geonget umfassend erforscht.

## Werke (Auswahl)
- La Claire, ou de la Prudence de droit, dialogue premier. Plus, la Clarté amoureuse. Paris 1554.
- La poésie de Loys Le Caron. Paris 1554.
- La Philosophie de Loys Le Caron. Paris 1555.
- Les dialogues de Loys Le Caron. Paris 1556.
  - (kritische Ausgabe) Dialogues. Hrsg. Joan A. Buhlmann und Donald Gilman. Droz, Genf 1986.
- Questions diverses et discours de Loys Charondas Le Caron. Paris 1579.
- Discours philosophiques de L. Charondas Le Caron jurisconsulte Parisien. Paris 1583.
- De la Tranquillité d’esprit, livre singulier. Paris 1588.